# Langetermijnsparen
| Type          | Onderverdeling                                                                              | Niveau      |
| ------------- | ------------------------------------------------------------------------------------------- | ----------- |
| Eerste pijler | Wettelijk pensioen (RSZ) Ambtenarenpensioen Gezinspensioen Overlevingspensioen Rustpensioen | Overheid    |
| Tweede pijler | Groepsverzekering Pensioenfonds                                                             | Collectief  |
| Tweede pijler | IPT (bedrijfsleiders) POZ (zelfstandigen) VAPZ (zelfstandigen) VAPW (werknemers)            | Individueel |
| Derde pijler  | Pensioensparen Langetermijnsparen                                                           | Individueel |
| Vierde pijler | Individueel sparen Beleggingen Levensverzekering Onroerend goed                             | Individueel |

Langetermijnsparen is in België een strikt wettelijk vastgelegde, inkomensgebonden en veilige spaarformule via een levensverzekering of een spaarverzekering waarmee men onder bepaalde voorwaarden een jaarlijks fiscaal voordeel kan bekomen. De overheid heeft dit langetermijnsparen ingevoerd om de burgers aan te moedigen om te sparen met het oog op een bijkomend pensioen.

## Varianten
Men kan langetermijnsparen mogelijks koppelen aan een schuldsaldoverzekering bij een hypothecair krediet. Het gespaarde kapitaal mag in mindering worden gebracht van de schuldsaldoverzekering waardoor de (eenmalige) verzekeringspremie deels gecompenseerd wordt. De "levensverzekering langetemijnsparen" wordt dan omgevormd naar een schuldsaldoverzekering, met behoud van de fiscale voordelen. Een schuldsaldoverzekering dient om de woonlening te kunnen terugbetalen in het geval een van beide partners vroegtijdig mocht overlijden.
Inschrijven kan bij een bank of verzekeringsinstelling. In oorsprong was alleen tak 21 toegelaten, gebaseerd op een verzekering. Vanaf aanslagjaar 2018 kan ook ingeschreven worden in tak 23, gebaseerd op aandelenfondsen, vanwege de lage interesten na de bankencrisis. De wetgeving is behoorlijk ingewikkeld. Toch kan dit een interessante langetermijnspaarformule zijn. Voorwaarde is wel dat gespaarde beleggingen worden aangehouden ten minste tot de leeftijd van 60 jaar. De begunstigden bij overlijden moeten de wettelijke erfgenamen zijn.

## Berekening van de jaarlijkse premie
| Jaar van inkomsten | Plafond- bedrag | Maximum fiscaal voordeel | Inkomens- plafond |
| ------------------ | --------------- | ------------------------ | ----------------- |
| 2025-2029          | € 2.450         | € 735                    | € 37.893          |
| 2024               | € 2.450         | € 735                    | € 37.893          |
| 2019-2023          | € 2.350         | € 705                    | € 36.227          |
| 2018               | € 2.310         | € 693                    | € 35.620          |
| 2013-2017          | € 2.260         | € 678                    | € 34.847          |
| 2012               | € 2.200         | € 660                    | € 33.847          |
| 2011               | € 2.120         | € 636                    | € 32.514          |
| 2009-2010          | € 2.080         | € 624                    | € 31.847          |
| 2008               | € 1.990         | € 597                    | € 30.347          |
| 2007               | € 1.950         | € 585                    | € 29.680          |
| 2006               | € 1.920         | € 576                    | € 29.180          |

Het maximale fiscaal aftrekbaar bedrag dat jaarlijks kan worden besteed aan langetermijnsparen bedraagt iets meer dan 6% van het netto belastbaar inkomen volgens de formule:
{\displaystyle {\mbox{Maximumjaarbedrag}}=183,60+0,06\times ({\mbox{Netto belastbaar jaarinkomen}})}
Iemand zonder inkomen zou alsnog voor een bedrag van € 183,60 aan langetermijnsparen kunnen doen. Wat hierbij de logica is, blijft onduidelijk... Het is bovendien beperkt tot een absoluut plafond (per persoon) dat in principe ieder jaar wordt geïndexeerd. Zie hiervoor de bijgaande tabel. Wegens budgettaire redenen heeft de regering het bedrag (retroactief) verlaagd voor de periode 2014-2017. Wie in 2014 het oorspronkelijk maximumbedrag van € 2.280 had gestort kon de laatste € 20 niet fiscaal aftrekken. De regering De Croo heeft dezelfde truc nogmaals herhaald voor de inkomsten 2020-2023 in november 2020. Het bedrag werd toen retroactief verlaagd van € 2.390 tot € 2.350. Men kan het maximumbedrag sparen vanaf een netto belastbaar inkomen van € 36.227 (inkomsten 2019-2023). De regering De Wever heeft om budgettaire redenen de geïndexeerde bedragen voor de inkomsten 2025 (€ 2.530) eveneens retroactief teruggedraaid naar de bedragen van 2024, als deel van het paasakkoord.
Van deze gespaarde bedragen kan tot 30% worden gerecupereerd via de belastingaangifte. Tot en met aanslagjaar 2012 werd dit nog verrekend aan de bijzondere gemiddelde aanslagvoet (tussen 30 en 40%). Men betaalt eveneens minder gemeentebelasting; dus de effectieve belastingkorting zal zelfs iets meer zijn dan 30%. Men kan maar belastingvoordeel krijgen als er effectief belasting wordt betaald. Er moet tevens voldaan wordt aan een reeks beperkende voorwaarden zoals hieronder beschreven. De meeste banken beschikken over een rekenmodule om het spaarbedrag te berekenen dat voor een bepaald inkomen het meeste fiscaal voordeel oplevert. Men kan dit tevens eenvoudig berekenen via Tax-on-web, zij het met één jaar vertraging; de premie moet immers betaald worden in het jaar voorafgaand aan het jaar van aangifte. Het netto belastbaar inkomen moet dus worden geschat, tenzij men meer verdient dan het maximum. De hierboven vermelde formule geeft slechts een ruwe schatting omdat de persoonlijke situatie in de tijd kan variëren.

## Fiscale beperkingen
De reglementering is behoorlijk complex, temeer omdat er veel wijzigingen zijn aangebracht.
De storting van het te sparen bedrag mag vrij gespreid worden over het jaar; als eenmalige premie, of bijvoorbeeld via een maandelijkse opdracht. De premie moet betaald zijn voor eind december van het jaar van inkomsten. In principe is het beter om zo vroeg mogelijk in het jaar te sparen, omdat dan een maximum aan rente-inkomsten of dividenden kunnen worden behaald. Voor het intekenen op een tak 23 kan het aangewezen zijn om het beursrisico te spreiden. Let op: in het jaar dat men 60 wordt, gelieve dan te storten na de verjaardag, dan blijft deze storting belastingvrij.
Men is niet verplicht om elk jaar evenveel te sparen. Let echter op: spaar bij nieuwe contracten voorafgaand aan de leeftijd van 55 de eerste 5 jaar altijd de maximale som, anders kunnen toekomstige stortingen worden beperkt tot de gemiddelde som over de voorafgaande 5 jaren.
Contracten moeten worden afgesloten voor een minimumduur van 10 jaar. Men moet voor de leeftijd van 65 starten en men moet ten minste 5 jaar aanbetalingen doen om in aanmerking te komen voor de belastingvermindering.
- Start men voor de leeftijd van 55 jaar dan kunnen de aanbetalingen in de laatste 10 jaar niet hoger zijn dan het gemiddelde over de voorafgaande 5 jaren. Men spaart in dit geval ieder jaar het maximumbedrag (volgens inkomsten). Indien nodig kan een nieuw contract worden afgesloten.
- Voor contracten vanaf de leeftijd van 55 jaar mag de jaarlijkse aanbetaling niet hoger zijn dan de eerste storting; om niet in moeilijkheden te komen stort men het eerste jaar het maximale bedrag (volgens inkomsten).

Afhankelijk van de startdatum en de einddatum van de levensverzekering kan men fiscaal blijven sparen na de leeftijd van 65.
Tijdens de periode van afbetaling van een woonlening mag men langetermijnsparen niet combineren met de aftrek voor een hypothecair krediet. Voor nieuwe woonleningen vanaf 2016 (Vlaanderen, Wallonië) en 2017 (Brussel) geldt deze beperking niet meer. In de praktijk zullen de meeste mensen pas aan langetermijnsparen doen ofwel voorafgaand aan een woonlening, ofwel na de afbetaling van een woonlening. Bij sparen voorafgaand aan een woonlening kan men de gestorte premies gebruiken om de premie voor de schuldsaldoverzekering te betalen. Een technische voorwaarde is wel dat de woonlening wordt afgesloten bij dezelfde bank als de langetermijnverzekering. Let hier echter op: niet in hetzelfde jaar de kapitaalsaflossingen aanvullen met langetermijnsparen: het maximum te sparen bedrag wordt in dit geval gedurende de laatste 10 jaar berekend als het gemiddelde over de voorafgaande 5 jaren. Er kan mogelijks een nieuw contract worden afgesloten, rekening houdend met de fiscale beperkingen.

## Taxatie
Als de lange termijn ten einde loopt (ten vroegste op de leeftijd van 60 jaar, of na minimum 10 jaar) wordt het gespaarde bedrag belast aan 10%, als afroming van het gecumuleerde belastingvoordeel. Bij vervroegde afkoop voor de leeftijd van 60, of na een looptijd van minder dan 10 jaar, wordt het kapitaal belast aan 33% (verhoogd met de gemeentebelasting). Laat men de termijn niet ten minste 8 jaar en 1 dag lopen, dan betaalt men eveneens roerende voorheffing op de levensverzekering in het kader van de wetgeving belasting op levensverzekeringen. Spaar niet te veel, want dan moet er ook belasting worden betaald op het deel van het kapitaal waarvoor er geen belastingvoordeel werd verkregen! Bij een tak 21 wordt enkel de gewaarborgde reserve belast, bij tak 23 de volledige reserve. In het jaar dat men 60 wordt, of na 10 jaar, kan men de jaarpremie beter betalen nadat de belasting werd verrekend om extra belasting te vermijden.
Volgens de huidige regels betaalt men 2% beleggingstaks op de inschrijvingspremie (dat onmiddellijk in mindering wordt gebracht van het belegde kapitaal) en 10% bij het verlopen van de minimale looptijd (op de leeftijd van 60 jaar, of na een contract van 10 jaar indien gestart werd na de leeftijd van 55 jaar). Eenmaal voorbij de leeftijd van 60 jaar, of na minimum 10 jaar, kan men onbelast verder inschrijven voor zover het inkomen (beroep of wettelijk pensioen) hoog genoeg is. Men kan de tegoeden vervolgens (stapsgewijs) terugvorderen naargelang men ze nodig heeft. Zolang het kapitaal niet volledig is uitbetaald kan men opnieuw bijstorten.

## Kosten
Er zijn instapkosten, (vervroegde) uitstapkosten en beheerskosten. De beheerskosten worden verrekend via een lagere basisintrest en de eventuele winstdeelname. De basisintrest wordt jaarlijks aangepast. Hou tevens rekening met de 10% eindbelasting op de leeftijd van 60 jaar, of na het aflopen van het contract. Het loont dus echt de moeite om de gelden zo lang mogelijk te beleggen om deze kosten te compenseren.

## Rendementen
De rendementen van tak 21 zijn afhankelijk van de langetermijnrentevoet en doorgaans lager dan 3%, en dus lager dan pensioensparen via spaarrekeningen gebaseerd op aandelen, waar rendementen meestal tussen de 6 en de 8% bedragen. Bij lage rentevoeten hebben tak 23 rekeningen doorgaans een beter rendement dan op tak 21 gebaseerde plannen.

## Kapitaalsgarantie en staatswaarborg
Een levensverzekering (tak 21) is een veilige belegging; de overheid garandeert de terugbetaling van het gespaarde kapitaal + basisintrest + de eventuele winstdeelname, zelfs als de verzekeringsmaatschappij zou bankroet gaan. Het kapitaal wordt door de Belgische overheid gewaarborgd tot € 100.000, onafhankelijk van eventuele andere (klassieke) spaarrekeningen. Sinds het aanslagjaar 2018 kan ook ingeschreven worden in een tak 23 levensverzekering, gebaseerd op aandelenfondsen, met fiscaal voordeel, maar zonder kapitaalsgarantie. Bij lage rendementen van tak 21 kan dit een beter alternatief zijn.